# 砂漠の遭難者
「砂漠の遭難者」（さばくのそうなんしゃ）は、イギリスのSFドラマ『プライミーバル』の第2章第5話。イギリスではITV1で2008年2月9日に初放送された。本作では、時空の亀裂に入り込んだ民間人の少女テイラーを救出するため、ニックとスティーブンがシルル紀の砂漠へ足を踏み入れる。

## プロット

### あらすじ
前々話「森に潜む牙」から運用が始められた亀裂探知装置だったが、スパイウェアが仕込まれていることが判明する。亀裂探知装置の情報を盗んで先回りしたリークは、前話「水底に響く声」でニックに顔を見られた清掃員を始め部下の傭兵たちを亀裂に派遣する。傭兵はシルル紀の砂漠で少女が岩の上に取り残されていることに気付くが、叫ぶ彼女を無視して任務を続行しようとしたところ、地中を動く謎の生物に襲われて全滅する。
正規の調査チームが亀裂に辿り着くと、中から少女の飼う犬が飛び出して来る。犬の首輪から飼い主の住所を特定すると共に、飼い主がまだ亀裂の中にいると確信したニックは、コナーの開発した遠隔操作カメラで時代を確認した上でスティーブンと共に救出に向かう。一方コナーは前話の未来世界でアビーに告白したこととキャロラインとの関係に限界を感じ始めたことを理由に、メールでキャロラインとの別れ話を切り出す。メールを受信したキャロラインはレックスを昏倒させて確保し、アビーの家を後にする。
シルル紀の砂漠でニックとスティーブンを待ち受けていたのは巨大なサソリのような節足動物だった。砂の上を歩く生物の振動を感知して砂の中を移動するサソリの群れに彼らは手を焼き、岩の上の少女テイラーと合流しても亀裂まで戻る手段を断たれた上、現代に通じる亀裂も閉じてしまう。現代ではニックとスティーブンは戻れないものと判断され、レスターの指示によりアビーとコナーが暫定的に調査チームの指揮を執ることになる。
雲の位置から水を割り当ててその方向へ移動する3人だったが、砂嵐をやり過ごした末に傭兵部隊の生き残りと遭遇する。ショッピングモールの清掃員だった兵士、そして砂漠に落ちていた傭兵部隊の装備から、スティーブンはレスターが陰謀を企てていると疑念を抱く。3人から水と携帯式探知装置を奪って見殺しにしようとする傭兵を倒し、彼らは探知装置に従って新たな亀裂へ向かう。道中で巨大なサソリ2頭による襲撃を受けながら、テイラーの機転もあって彼らは間一髪で亀裂をくぐる。
到着した先は植生から判断して現代から過去数千年以内と推測されたが、そこで遭遇した原始人は先史時代をテーマとしたロストワールド・パークの役者だった。コナーとアビー、そしてレスターと再会して現代への帰還を喜ぶ彼らだったが、シルル紀から陰謀の証拠として持ち帰った傭兵の暗視ゴーグルを悟られないように隠匿する。しかしテイラーが保護者の下へ帰ったカバー・ストーリーのニュースが流れる間、ニックが確保した暗視ゴーグルは何者かに処分されていた。

### 連続性
ティム・ファラデーが演じるモールの清掃員すなわち傭兵は本作でサソリに捕食されて退場するが、第2章第7話「陰謀の果て」以降で再登場する。第3章第2話「幽霊の棲む館」ではニックが本作の出来事を回想し、傭兵がサソリに捕食される様子が描写されている。

## キャスト
日本語吹替声優は左からNHK放送版、DVD版の順。
ニック・カッター
演 - ダグラス・ヘンシュオール、声 - 堀内賢雄/大塚芳忠
スティーブン・ハート
演 - ジェームズ・マレー、声 - 川本克彦/加瀬康之
コナー・テンプル
演 - アンドリュー・リー・ポッツ、声 - 宮下栄治/浪川大輔
アビー・メイトランド
演 - ハナ・スピアリット、声 - 斉藤梨絵/足立友
ジェニー・ルイス
演 - ルーシー・ブラウン、声 - 加藤優子/小林さやか
ジェームズ・レスター
演 - ベン・ミラー、声 - 横島亘/御園行洋
ヘレン・カッター
演 - ジュリエット・オーブリー、声 - 唐沢潤/赤池裕美子
オリバー・リーク
演 - カール・テオバルド、声 - 村治学
キャロライン・スティール
演 - ナオミ・ベントレー、声 - 佐古真弓
モールの清掃員
演 - ティム・ファラデー
テイラー
演 - マベル・ロジャース
スティーブ
演 - ジェイ・シンプソン

## 登場する生物
コエルロサウラヴス
レックス。キャロラインにラケットで殴打されて失神し、連れ去られる。
ムカデ
砂漠の上を群れで移動していたムカデ。1匹が現代に迷い込み、アビーとコナーに確保されてシルル紀へ戻される。
巨大サソリ
砂の上を移動する獲物の振動を感知し、砂の中を移動して下から襲撃する生態の節足動物。劇中では専らサソリと呼称されているドラマオリジナル生物である。
シルル紀には実際にプテリゴトゥスをはじめとするウミサソリ目が大型の捕食者だったほか、サソリ目のブロントスコルピオも水辺に生息していた。しかしいずれも劇中のサソリの大きさには至っておらず、またサソリのように内陸には生息していなかった。また、劇中のような巨体であれば砂の中を潜ることはおろか呼吸も不可能だったとされている。ただし、モグラやヘビなど砂の中を移動して獲物に接近する生物は実在しており、同様の生態の生物がいなかったわけではない。また、劇中のサソリの姿はサソリモドキがモデルになっている。

## 放送
イギリスではITV1で2008年2月9日に、ドイツでは Nur ein paar Käfer という題で2008年5月5日にプロジーベンにて、アメリカ合衆国では2008年10月18日にBBCアメリカにて放送された。
日本では2009年9月24日に午後6時からNHKデジタル衛星ハイビジョン、午後8時からNHK総合で放送された。後に第3章が日本に上陸する直前には、2010年6月20日に午前10時53分から再放送された。2010年の放送は通常の放送枠から3分遅れで方法されており、これは直前に放送された『スポーツ大陸』の「すべてはＷ杯のために〜サッカー日本代表 本田圭佑〜」の放送時間が延長されたためである。

## 批評家の反応
Webサイト「The Sci-Fi Online」のポール・シンプソンは「砂漠の遭難者」を10点満点中8点と評価した。彼はキャロラインやリーク、ヘレンといった人間の陰謀が表に出始めたことに触れつつ、古生物の要素も薄れていないことを称賛した。彼はサソリのシーンの撮影が映画『エイリアン』や『スターシップ・トゥルーパーズ』を彷彿とさせるとコメントした。また、彼はレスターがコミカルな上司というだけでなく陰謀のストーリー・アークに絡みを見せていること、そして少女テイラーとニックとスティーブンの相性を高く評価した。なお、彼はアビーとコナーに焦点が当たっていないことを指摘したが、前話「水底に響く声」でメインに扱われていたハナ・スピアリットとアンドリュー・リー・ポッツの撮影の都合による可能性があるとして妥協した。
The Medium is not Enoughのロブ・バックレーは、砂の下に潜む恐怖を避けながらシルル紀の砂漠を歩かなければならないというシチュエーションを高く評価し、またCGIも良質であったとし、本作について非常に良かったと賞賛した。